# 東京都道115号吉祥寺停車場線
東京都道115号吉祥寺停車場線（とうきょうとどう115ごう きちじょうじていしゃじょうせん）とは武蔵野市の吉祥寺駅北口から東京都道114号武蔵野狛江線のまでの交点（パルコがある交差点）間全長172メートルの都道である。

駅方向からの一方通行であり、午前中の一部を除いて路線バス（関東バス・西武バス）以外通行禁止の交通規制をしいている。

## 概要
全区間東京都武蔵野市を通る。
起点：吉祥寺駅北口
終点：中道通り交差点

全長：172m

## 名称
- 平和通り

## 同区間を通行するバス
いずれも吉祥寺駅北口発
関東バス
- 吉50 成蹊学園前行き
- 吉51 武蔵野営業所行き
- 吉52 電通裏行き
- 吉53 柳沢駅前行き（八幡町経由）
- 吉54 武蔵野市役所行き
- 吉55 柳沢駅前行き（北裏経由）
- 吉72 桜堤団地行き
- 吉73 向台町五丁目行き
- 吉74 関前西公園行き
- 吉75 ヴィーガーデン西東京行き
- 吉80 青梅街道営業所行き
- 吉81 上石神井駅行き
- 西10 西荻窪駅行き

西武バス
- 吉61 都民農園セコニック行き
- 吉61-1 新座栄行き
- 吉62 西武車庫行き
- 吉62-1 大泉学園駅南口行き
- 吉62-2 武蔵関駅入口行き
- 吉63 保谷駅南口行き

## 接続する道路
- 東京都道114号武蔵野狛江線

## 周辺施設
- 吉祥寺駅 - JR中央線・京王井の頭線・各バス路線
- アトレ吉祥寺
- 吉祥寺PARCO